# The Grand Grimoire
The Grand Grimoire – drugi album studyjny holenderskiej grupy muzycznej God Dethroned. Wydawnictwo ukazało się 20 stycznia 1997 roku nakładem wytwórni muzycznej Metal Blade Records. Gościnnie na płycie wystąpił keyboardzista Danny GoatLord.

## Lista utworów
Opracowano na podstawie materiału źródłowego.
1. "The Art of Immolation" - 03:32
2. "The Grand Grimoire" - 05:32
3. "The Luciferian Episode" - 00:33 (utwór instrumentalny)
4. "Under a Silver Moon" - 06:48
5. "The Somberness of Winter" - 06:25
6. "Sickening Harp Rasps" - 03:58
7. "Into a Dark Millennium" - 04:52
8. "Coloseum Serenades" - 04:21
9. "Fire" (cover Arthura Browna) - 02:49